# 香擬花鮨
香擬花鮨，又稱香擬花鱸，為輻鰭魚綱鱸形目鱸亞目鮨科的其中一種，分布於太平洋區，包括澳洲、巴布亞紐幾內亞、新喀里多尼亞、帛琉、馬紹爾群島、諾魯、密克羅尼西亞、夏威夷群島、吉里巴斯等海域，棲息深度4-30公尺，體長可達9公分，生活在礁石區，為底棲性魚類，成群活動，屬肉食性，生活習性不明。

## 擴展閱讀
維基物種上的相關：香擬花鮨